# Liste der Fahnenträger der jemenitischen Mannschaften bei Olympischen Spielen
Die Liste der Fahnenträger der jemenitischen Mannschaften bei Olympischen Spielen listet chronologisch alle Fahnenträger jemenitischer Mannschaften bei den Eröffnungsfeiern Olympischer Spiele auf.

## Liste der Fahnenträger
| Mannschaft             | Veranstaltung | Fahnenträger (EF)            | Fahnenträger (AF)               |
| Nordjemen              | Nordjemen     | Nordjemen                    | Nordjemen                       |
| ---------------------- | ------------- | ---------------------------- | ------------------------------- |
| 1984 in Los Angeles    | Sommerspiele  | Ahmed al-Ozari (Offizieller) |                                 |
| 1988 in Seoul          | Sommerspiele  | Abdullah al-Shamsi           |                                 |
| Südjemen               |               |                              |                                 |
| 1988 in Seoul          | Sommerspiele  | Sahim Saleh Mehdi            |                                 |
| Jemen                  |               |                              |                                 |
| 1992 in Barcelona      | Sommerspiele  |                              |                                 |
| 1996 in Atlanta        | Sommerspiele  | Abdullah al-Izani            |                                 |
| 2000 in Sydney         | Sommerspiele  | Basheer al-Khewani           |                                 |
| 2004 in Athen          | Sommerspiele  | Akram Abdullah               | Ezzi Elkuromey                  |
| 2008 in Peking         | Sommerspiele  | Mohammed al-Yafaee           | Mohammed al-Boual (Offizieller) |
| 2012 in London         | Sommerspiele  | Tameem al-Kubati             | Nabil Mohammed al-Garbi         |
| 2016 in Rio de Janeiro | Sommerspiele  | Zeyad Mater                  | Volunteer                       |
| 2020 in Tokio          | Sommerspiele  | Yasameen al-Raimi            | Volunteer                       |
| 2020 in Tokio          | Sommerspiele  | Ahmed Ayash                  | Volunteer                       |
| 2024 in Paris          | Sommerspiele  | Samer al-Yafaee              | Yasameen al-Raimi               |
| 2024 in Paris          | Sommerspiele  | Samer al-Yafaee              | Yusuf Nasser                    |

Anmerkung: (EF) = Eröffnungsfeier, (AF) = Abschlussfeier

## Statistik
| Rang    | Sportart       | EF | AF | ∑  |
| ------- | -------------- | -- | -- | -- |
| 1       | Leichtathletik | 4  | 2  | 6  |
| 2       | Judo           | 2  | 0  | 2  |
| 2       | Ringen         | 2  | 0  | 2  |
| 2       | Schießen       | 1  | 1  | 2  |
| 2       | Taekwondo      | 2  | 0  | 2  |
| 2       | Offizieller    | 1  | 1  | 2  |
| 2       | Volunteer      | 0  | 2  | 2  |
| 8       | Schwimmen      | 0  | 1  | 1  |
| Gesamt: | Gesamt:        | 12 | 7  | 19 |

| Rang                   | Sportart | EF | AF | ∑ |
| ---------------------- | -------- | -- | -- | - |
| bisher keine Teilnahme |          |    |    |   |
| Gesamt:                | Gesamt:  | 0  | 0  | 0 |

| Rang    | Sportart       | EF | AF | ∑  |
| ------- | -------------- | -- | -- | -- |
| 1       | Leichtathletik | 4  | 2  | 6  |
| 2       | Judo           | 2  | 0  | 2  |
| 2       | Ringen         | 2  | 0  | 2  |
| 2       | Schießen       | 1  | 1  | 2  |
| 2       | Taekwondo      | 2  | 0  | 2  |
| 2       | Offizieller    | 1  | 1  | 2  |
| 2       | Volunteer      | 0  | 2  | 2  |
| 8       | Schwimmen      | 0  | 1  | 1  |
| Gesamt: | Gesamt:        | 12 | 7  | 19 |